# あいことば。
『あいことば。』（あいことば。）は、田村ゆかりのアルバム。2021年4月28日にCana ariaから発売、コロムビア・マーケティング株式会社から販売された。

## 概要
前作から10カ月ぶりのアルバム。Cana ariaから発表された2枚目のフルアルバム。全曲書き下ろしの12曲構成になっている。

## 収録曲
1. Exactly
作詞：松井五郎
作曲・編曲：園田健太郎
2. キャラメル
作詞・作曲：RAM RIDER
編曲：RAM RIDER / FILTER SYSTEM
3. ちょっとだけワルイコ
作詞：松井五郎
作曲・編曲：白戸佑輔（Dream Monster）
4. Pink Pygmalion
作詞：松井五郎
作曲・編曲：渡辺泰司
テレビ朝日「お願い！ランキング」5月 エンディング[2]
5. Never Let You Go
作詞・作曲：RAM RIDER
編曲：FILTER SYSTEM / RAM RIDER
6. Pandora & Chimera
作詞：松井五郎
作曲：pw.a / 一瀬貴之 / 岩淵紗貴
編曲：pw.a
7. それは奇跡なんかじゃない
作詞：松井五郎
作曲・編曲：アッシュ井上（Dream Monster）
8. 私だけMissing
作詞：松井五郎
作曲：HaTo
編曲：MEG
9. Umbrella Sign
作詞：松井五郎
作曲・編曲：園田健太郎
10. ケセラセラ
作詞：川島亮祐
作曲・編曲：サクマリョウ
11. 花火
作詞：川島亮祐
作曲・編曲：サクマリョウ
12. Tremolo Mellow
作詞：川島亮祐
作曲・編曲：サクマリョウ